# Tyson Dlungwana
Tyson Dlungwana né le 18 février 1997, est un joueur de hockey sur gazon sud-africain. Il évolue au poste de défenseur au Phoenix Hockey Club et avec l'équipe nationale sud-africaine.

## Carrière

### Coupe du monde
- Premier tour : 2018

### Coupe d'Afrique
- : 2017, 2022

### Jeux olympiques
- Premier tour : 2020

### Jeux du Commonwealth
- Premier tour : 2018